# Su Nuraxi di Barumini
Su Nuraxi di Barumini er et arkæologisk nuraghkompleks ved den lille by Barumini på det centrale Sardinien. Su Nuraxi di Barumini er opført omkring år 1700 f.Kr. og ligger på et højdedrag lige udenfor byen. Komplekset består af en meget stor, central nuragh omgivet af en mur med syv store tårne. Rundt om ligger en lang række mindre huse. Su Nuraxi di Barùmini er det største nuraghkompleks på Sardinien og blev i 1997 optaget på Unescos liste over verdenskulturarv.